# Acting Very Strange
Acting Very Strange è il secondo album solista di Mike Rutherford, bassista / chitarrista dei Genesis, uscito nel 1982.

## Tracce
1. Acting Very Strange
2. A Day to Remember
3. Maxine (Rutherford/Bellotte)
4. Halfway There (Rutherford/Palmer)
5. Who's Fooling You (Rutherford/Palmer)
6. Couldn't Get Arrested (Rutherford/Bellotte)
7. I Don't Wanna Know
8. Hideaway

Tutti i brani sono composti da Mike Rutherford, eccetto dove indicato.

## Crediti
- chitarre, basso, tastiere, voci=Mike Rutherford
- batteria=Stewart Copeland, Pete Phipps
- tastiere=Peter Robinson, Paul Fishman
- sax=Gary Barnacle
- chitarre=Daryl Stuermer, John Alexander
- tromba=Luke Tunney
- voci=Steve Gould, Noel Mc Calla, Dale Newman.